# Pingo Doce
Pingo Doce er en portugisisk supermarkedskæde med ca. 400 butikker. Den har siden 1992 været drevet som et joint venture mellem Jerónimo Martins og Ahold Delhaize.